# هاري شوه
هاري شوه (بالإنجليزية: Harry Schuh) هو لاعب كرة قدم أمريكية أمريكي، ولد في 25 سبتمبر 1942 في فيلادلفيا في الولايات المتحدة، وتوفي في 20 مايو 2013 في ممفيس في الولايات المتحدة.

## وصلات خارجية
- هاري شوه على موقع مرجع كرة القدم المحترفة.كوم (الإنجليزية)
- هاري شوه على موقع قاعة تينيسي للمشاهير الرياضية (الإنجليزية)